# Кипърско коприварче
Кипърско коприварче (Sylvia melanothorax) е вид птица от семейство Коприварчеви (Sylviidae).

## Разпространение
Видът е разпространен в Израел, Испания, Йордания, Ливан, Република Кипър и Судан.